# Charlamowsky

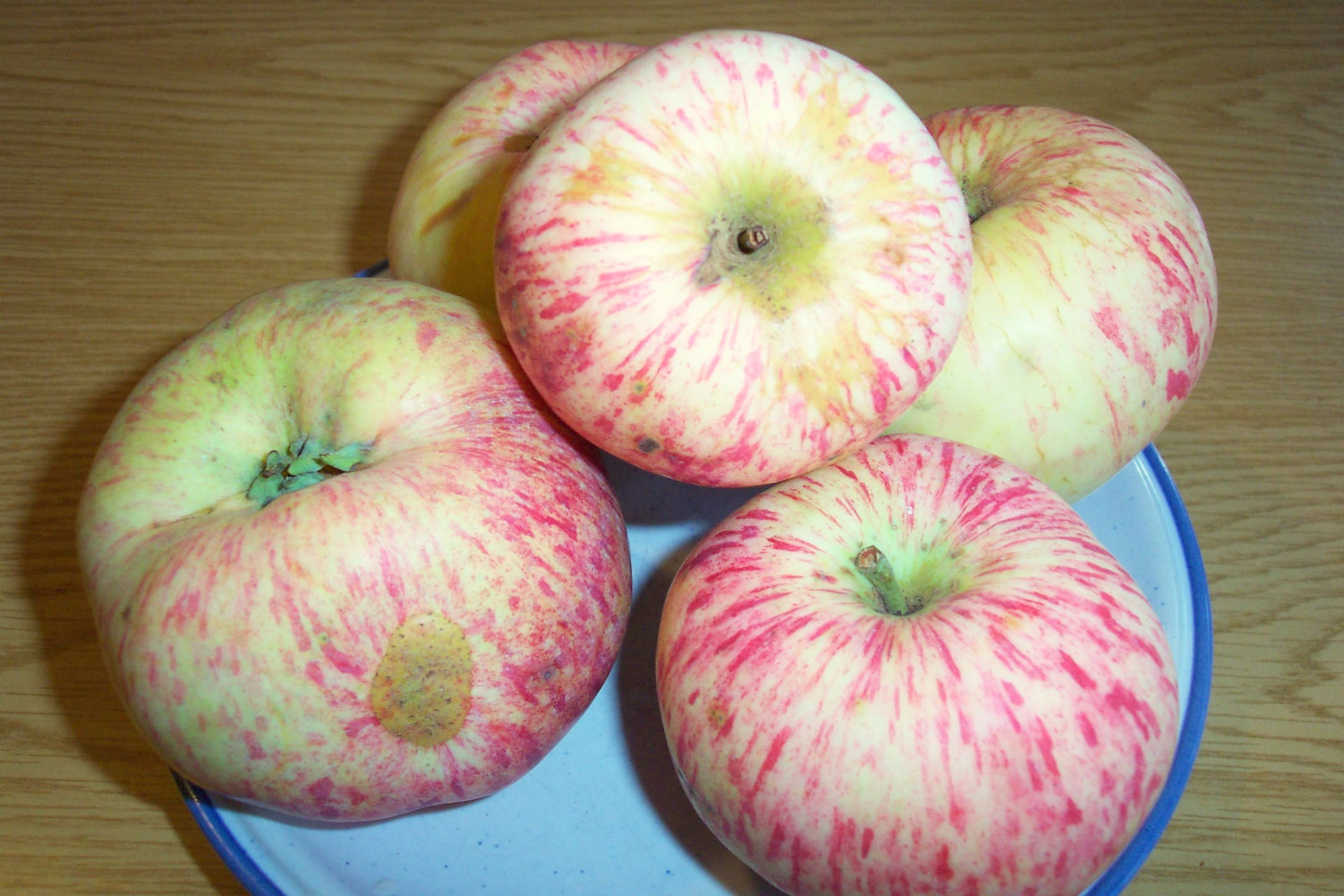
Charlamowsky

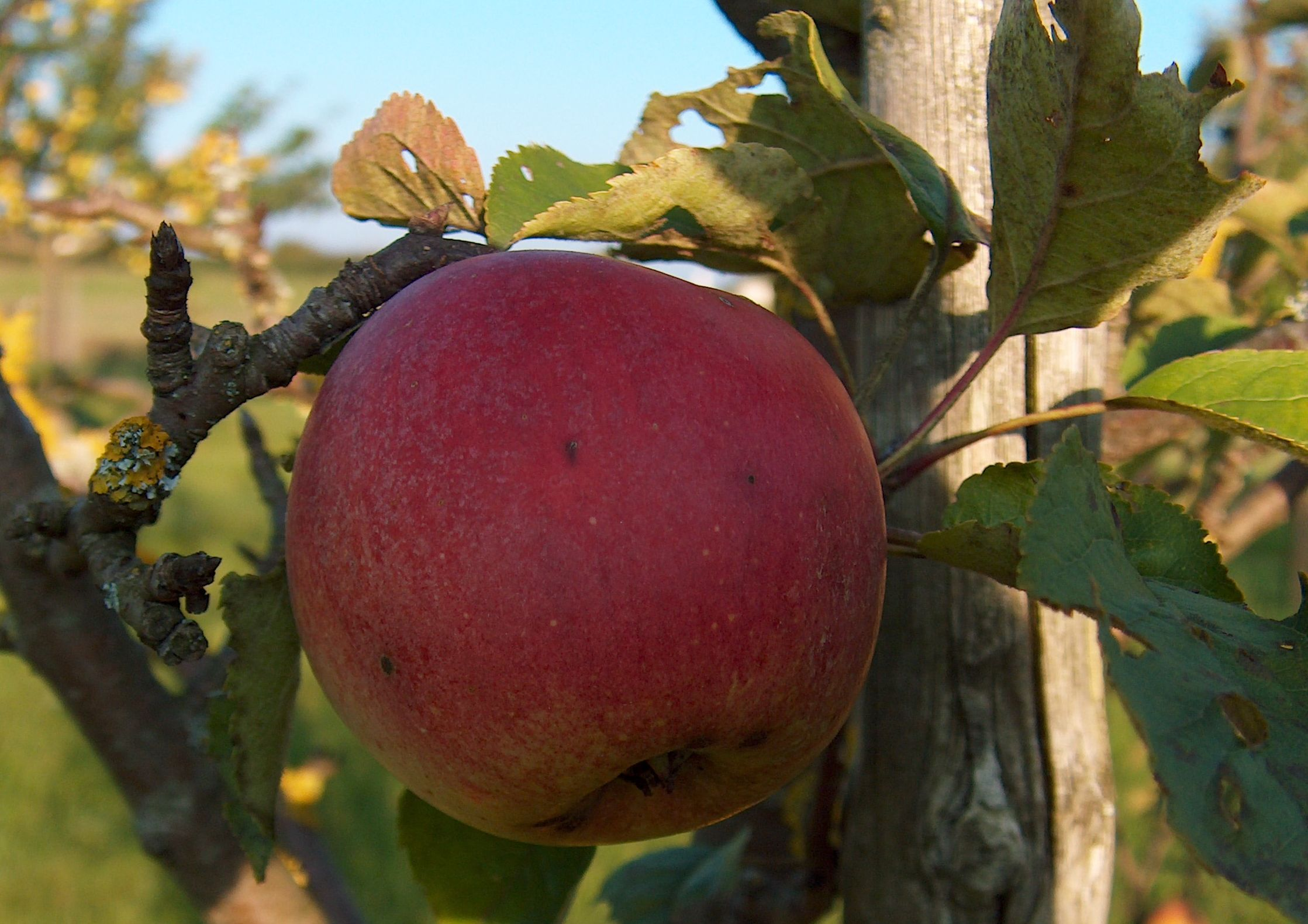
Apfel der Sorte Charlamowsky am Baum

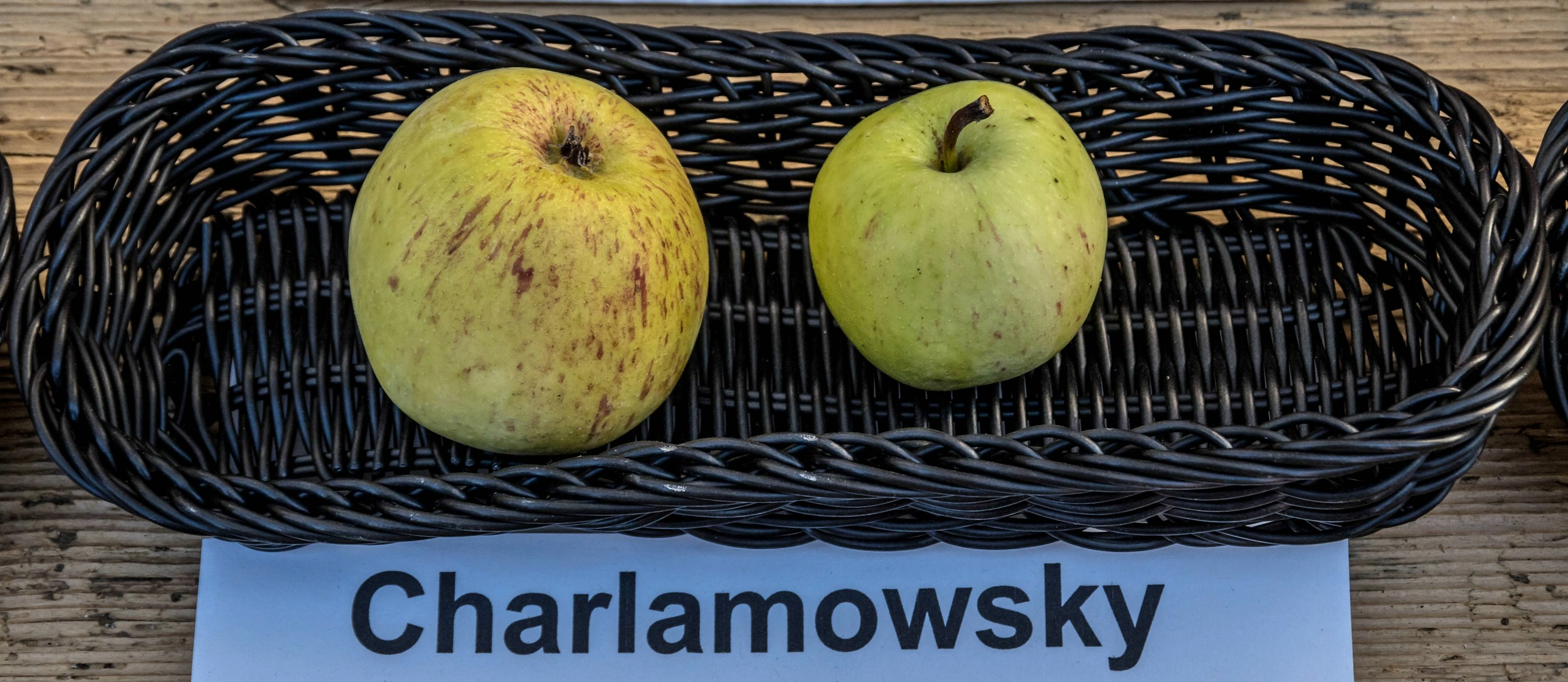
Charlamowsky

Charlamowsky ist eine Sorte des Apfels (Malus domestica), die ihren Ursprung mutmaßlich im südlichen Russland oder im historischen Persien hat und schon um 1830 erstmals in Hohenheim angepflanzt wurde. Die Sorte ist auch unter den Namen Borowitzky oder Duchess of Oldenburg bekannt, wobei letzterer Sorten-Name nicht mit Geheimrat Dr. Oldenburg zu verwechseln ist.

## Baum
Der Baum ist genügsam und unempfindlich; er gedeiht in jedem Boden außer an nassen, kühlen Standorten und auch in höheren Lagen sehr gut. Nach anfänglich starkem Wachstum der jungen Bäume tritt bei dieser Sorte schnell eine Verlangsamung des Wuchses und eine frühzeitige Alterung ein. Ein regelmäßiger Schnitt ist für gute Erträge deshalb notwendig. Der Baum bildet eine kleine Krone und ist kurzlebig, der Ertrag setzt jedoch bereits in jungen Jahren ein und ist regelmäßig. Die Blüte erfolgt früh, ist aber trotzdem überdurchschnittlich frostresistent, und der Baum eignet sich als Pollenspender.

## Frucht
Die Frucht ist mittelgroß und recht regelmäßig gebaut. Die Schale der Frucht ist fein, glatt und geschmeidig, vom Baum grünlich-gelb, lagerreif fast goldgelb, auf der Sonnenseite rot gestreift und geflammt. Das Fruchtfleisch ist hell gelblich-weiß, mürbe und saftig, um die Gefäßbündel mitunter etwas gerötet und von eher säuerlichem, wenig aromatischem Geschmack. Die Kelchblättchen sind groß. Von der Kelchhöhle breiten sich zarte Falten aus, die Höhle selbst ist flach und weit. Der Stiel ist recht lang, dünn, von bräunlicher oder grüner Farbe und sitzt in einer tiefen, breiten und gelegentlich berosteten Stielhöhle. Der Geruch ist schwach, aber angenehm.
Die Äpfel reifen Mitte bis Ende August und halten sich nur etwa vier Wochen. Diese robuste Sorte ist aufgrund der frühen Reife und des schwachen Wuchses für Hausgärten geeignet. Die Früchte werden aufgrund des eher säuerlichen und wenig würzigen Geschmacks weniger als Tafelobst genutzt; sie sind besser für die Verarbeitung beispielsweise zu Apfelmus oder Apfelkuchen geeignet.

## Belege
- Walter Hartmann (Hrsg.): Farbatlas Alte Obstsorten. 2., stark überarbeitete Auflage. Ulmer, Stuttgart (Hohenheim) 2003, ISBN 3-8001-4394-1, S. 51.